# Дмитрово-Черкаси
Дмитрово-Черкаси (рос. Дмитрово-Черкассы) — селище в Калінінському районі Тверської області Російської Федерації.
Населення становить 530 осіб. Входить до складу муніципального утворення Заволзьке сільське поселення.

## Історія
Від 2005 року входить до складу муніципального утворення Заволзьке сільське поселення.

## Населення
| 2010 |
| ---- |
| 530  |